# Libro di Giacobbe
Il Libro di Giacobbe, fratello di Nefi', è la terza suddivisione principale del Libro di Mormon (in inglese: The Book of Jacob, The Brother of Nephi , convenzionalmente abbreviato con Giac.) suddiviso in 7 capitoli, secondo il testo stesso fu scritto da Giacobbe (intorno al 544 a.C.), fratello minore di Nefi.

## Narrazione
Contiene le predicazioni Giacobbe di suo fratello minore Giuseppe che seguirono alla morte di Nefi. Nel libro sono profetizzate le future sofferenze del popolo di Nefi e la guerra con i Lamaniti.